# Fahreignung
Die Fahreignung im verkehrsrechtlichen Sinne beschreibt die grundlegende körperliche und geistige Eignung von Personen zum Führen von Kraftfahrzeugen im öffentlichen Verkehrsraum (Straßenverkehr). Damit grenzt sich die Fahreignung im Wesentlichen von der Fahruntüchtigkeit ab. Die sachliche Zuständigkeit zur Feststellung einer vorliegenden Eignung oder Nichteignung obliegt ausschließlich der örtlichen Fahrerlaubnisbehörde (auch Führerscheinstelle oder Führerscheinbehörde genannt) des Bewerbers. Maßgebende Rechtsvorschriften diesbezüglich sind das Straßenverkehrsgesetz und die Fahrerlaubnisverordnung.

## Begrifflichkeiten
Bei der Fahreignung bzw. der Eignung einer Person zum Führen eines Kraftfahrzeuges handelt es sich um einen unbestimmten Rechtsbegriff, der – im Rahmen einer Einzelfallentscheidung – der Auslegung durch die Fahrerlaubnisbehörde unterliegt. Der Begriff Fahruntüchtigkeit wird zwar in der Umgangssprache häufig synonym für die Fahreignung verwendet, beschreibt jedoch vielmehr die aktuelle und situationsabhängige physische sowie mentale Verfassung einer Person hinsichtlich der Fahrfähigkeit.
Die Eignung einer Person zum Führen von Kraftfahrzeugen im öffentlichen Verkehrsraum spielt eine zentrale Rolle in der Verkehrssicherheit und wurde durch den Gesetzgeber in § 2 Abs. 4 näher beschrieben:
Folglich wird bei der rechtlichen Einordnung zur Geeignetheit eines Bewerbers zwischen den personenbezogenen Merkmalen der körperlichen und geistigen Eignung sowie der Nichteignung einer Person aufgrund von erheblichen oder wiederholten Rechtsbrüchen unterschieden bzw. gleichzeitig angewandt. Hervorzuheben ist dabei, dass auch Verstöße gegen das Strafgesetzbuch (bspw. Nötigung, Beleidigung und Körperverletzung) zur Aberkennung der Fahreignung führen können.
Das grundlegende Einhalten von geltendem Recht stellt somit eine unverzichtbare Bedingung der Fahreignung dar. Häufig wird dieser Umstand als charakterliche Eignung beschrieben.

## Antrag auf Erteilung der Fahrerlaubnis
Wer auf öffentlichen Straßen ein Kraftfahrzeug führt, bedarf – wenn nicht anders geregelt – der Fahrerlaubnis.
Einem Bewerber werden nach dem Grundsatz des § 2 Abs. 2 Nummer 3 des Straßenverkehrsgesetzes die Fahrerlaubnisklassen nur erteilt, wenn er zum Führen von Kraftfahrzeugen geeignet ist. Dies gilt für die Ersterteilung einer Fahrerlaubnisklasse und für die Neuerteilung dieser. Nach Erteilung der Fahrerlaubnis wird die Fahreignung als geprüft und gegeben vorausgesetzt. Dokumentiert wird dies durch die Ausgabe des Führerscheindokuments samt eingetragener Fahrerlaubnisklassen.

### Eignung bei der Ersterteilung
Das Fahrerlaubnisrecht fordert vor Erteilung einer Fahrerlaubnis der Klassen AM, A1, A2, A, B, BE, L oder T keine spezifische Überprüfung der Fahreignung des Bewerbers. Es muss lediglich eine Sehtestbescheinigung vorgelegt und das Bestehen der Fahrprüfung nachgewiesen werden.
Bei einem Antrag auf Erteilung einer Fahrerlaubnis der Klassen C, C1, CE, C1E, D, D1, DE oder D1E ist neben einer Sehtestbescheinigung ein Zeugnis oder Gutachten über die körperliche und geistige Eignung vorzuweisen. Bewerber müssen sich demnach einer medizinischen Untersuchung unterziehen, um Anzeichen für Erkrankungen ausschließen zu können. Bezogen auf die Klassen D, D1, DE, D1E sowie einer Fahrerlaubnis zur Fahrgastbeförderung bestehen zusätzlich besondere Anforderungen an den Bewerber hinsichtlich der Belastbarkeit, Orientierungsleistung, Konzentrationsleistung, Aufmerksamkeitsleistung und der Reaktionsfähigkeit. Je nach Fahrerlaubnisklasse muss eine Fahreignung ab einem bestimmten Lebensalter erneut nachgewiesen werden.

### Eignung bei der Neuerteilung
Im Falle einer Entziehung der Fahrerlaubnis aufgrund mangelnder Eignung ist es erforderlich, dass die Fahreignung im Rahmen des Antrags auf Neuerteilung erneut von der Fahrerlaubnisbehörde geprüft und durch den Bewerber nachgewiesen wird. Das gilt in diesem Fall auch für die Klassen AM, A1, A2, A, B, BE, L oder T.
Gründe für die Entziehung der Fahrerlaubnis können beispielsweise das Fehlverhalten im Straßenverkehr (Begehung von Verkehrsdelikten oder Missachtung grundlegender Verhaltensregeln) oder der psychische/medizinische Gesundheitszustand einer Person sein.
Zur Neuerteilung kann, je nach Sachlage, eine Medizinisch-Psychologische Untersuchung (MPU) einer Begutachtungsstelle für Fahreignung oder ein verkehrsmedizinisches Gutachten von der Fahrerlaubnisbehörde angefordert werden.

## Polizeiliche Feststellungen
Obwohl polizeiliche Maßnahmen häufig auf Grundlage einer vorliegenden Fahruntüchtigkeit bei einer Person beruhen, liegt die alleinige Kompetenz zur Bewertung der Fahreignung von Verkehrsteilnehmern bei der Fahrerlaubnisbehörde. Aufgrund der potenziellen Auswirkung einer akuten Fahruntüchtigkeit auf die generelle körperliche und geistige Geeignetheit zum Führen von Kraftfahrzeugen im Straßenverkehr, wurde die Polizei deshalb dazu verpflichtet, einschlägige Feststellungen an die Fahrerlaubnisbehörde zu übermitteln.
Die Rechtsgrundlage dafür ergibt sich aus dem § 2 Abs. 12 des Straßenverkehrsgesetzes. Dieser sagt:

## Entziehung der Fahrerlaubnis
Die Entziehung der Fahrerlaubnis ist in den §§ 3 Abs. 1 Satz 1 StVG, 46 Abs 1. Satz 1 FeV und 69 Abs. 1 Satz 1 StGB rechtlich geregelt.
Damit stellt die Nichteignung bzw. Nichtbefähigung zum Führen von Kraftfahrzeugen die Voraussetzung für die Entziehung der Fahrerlaubnis dar. Nach der Entziehung der Fahrerlaubnis, beispielsweise aufgrund eines Trunkenheitsdelikts, kann die Fahrerlaubnisbehörde den Nachweis der Wiederherstellung der Fahreignung durch ein Gutachten einer amtlich anerkannten Begutachtungsstelle für Fahreignung anfordern (sog. MPU-Gutachten).
Bei der Erstellung eines Fahreignungsgutachtens arbeiten Ärzte und Psychologen (Verkehrsmedizin und Verkehrspsychologie) interdisziplinär zusammen.

### Gründe für die Anordnung
Das Straßenverkehrsgesetz nennt eine Reihe von Straftaten, bei denen in der Regel keine Fahreignung mehr besteht: (a) Trunkenheit im Verkehr (Fahren unter Einfluss von Alkohol oder anderen berauschenden Mitteln), (b) Gefährdung des Straßenverkehrs (infolge Genusses alkoholischer Getränke oder anderer berauschender Mittel, infolge geistiger oder körperlicher Mängel oder bei grob verkehrswidrigem oder rücksichtslosem Verhalten), (c) Unerlaubtes Entfernen vom Unfallort und (d) Vollrausch.

### Begutachtungs-Leitlinien und Beurteilungskriterien
Detaillierte Regelungen hierzu finden sich in den „Begutachtungs-Leitlinien zur Kraftfahrereignung“ der Bundesanstalt für Straßenwesen (Hrsg.), sowie den Beurteilungskriterien in der Fahreignungsbegutachtung (Hrsg.: DGVP/DGVM). Alle Leitlinien und Beurteilungskriterien sind öffentlich zugänglich. Sie müssen bei der Begutachtung der Fahreignung berücksichtigt werden.

### Informationsangebote
Vielen Betroffenen sind die Kriterien für das Bestehen einer MPU nicht bekannt. Die verfügbaren Informationsangebote der Begutachtungsstellen für Fahreignung werden meist nicht oder viel zu spät in Anspruch genommen. Vielfach kümmern sich die Betroffenen erst kurz vor einer MPU darum, anstatt zu Beginn der Sperrfrist. Die Sperrfrist als Maßnahme zur Sicherung und Besserung verstreicht vielfach ungenutzt.

### Freiwilligkeit
Die Durchführung einer MPU erfolgt zumindest de jure stets freiwillig. De facto unterziehen sich die von der Entziehung der Fahrerlaubnis betroffenen Personen oft aus beruflichen bzw. familiären Gründen einer MPU zwecks Neuerteilung der Fahrerlaubnis. Bei der Entscheidung werden keine sozialen Kriterien zugrunde gelegt, sondern allein das vermutete individuelle Rückfallrisiko. Es kommt nur dann zu einer Neuerteilung der Fahrerlaubnis, wenn das angeordnete Gutachten bei der Fahrerlaubnisbehörde vorgelegt wird. Im Falle einer Überprüfung der Fahreignung (bei Fahrerlaubnisinhabern, etwa nach Fahrten unter Drogeneinfluss) ist die Entscheidung an Fristen gebunden. Nach der behördlichen Entziehung der Fahrerlaubnis besteht kein Rechtsanspruch auf die Neuerteilung.

### Eingeschränkte Fahreignung
§ 23 Fahrerlaubnis-Verordnung (FeV) besagt unter anderem: „Ist der Bewerber nur bedingt zum Führen von Kraftfahrzeugen geeignet, kann die Fahrerlaubnisbehörde die Fahrerlaubnis […] unter den erforderlichen Auflagen erteilen. Die Beschränkung kann sich insbesondere auf […] ein bestimmtes Fahrzeug mit besonderen Einrichtungen erstrecken.“ Diese Beschränkungen und Auflagen werden auf der Rückseite des EU-Führerscheins in der Spalte 12 in Form von codierten Schlüsselzahlen eingetragen. Diese Schlüsselzahlen sind europaweit prinzipiell einheitlich geregelt in der Richtlinie 2006/126/EG. In der Fassung nach deutschem Recht ist das gleiche mit einigen nationalen Zusätzen in der Anlage 9 (zu § 25 Abs. 3 FeV) festgelegt und beschrieben.
Für den Fall, dass ein Führerscheinbesitzer nach Krankheit oder Unfall mit verbleibender körperlicher Beeinträchtigung besondere Umbauten am Fahrzeug benötigt, könnte die „Vorsorge“ nach § 2 FeV zwar in eigener Regie ohne erneute Fahrprüfung erfolgen. Kritisch wird dieses Verhalten jedoch für den körperbehinderten Fahrer, wenn es zu einem Unfall kommt und die Betroffenen Zweifel an der Befähigung zum Fahrzeugführen äußern.
Eine Meldung bei der Fahrerlaubnisstelle mit anschließendem Eintrag der Fahrzeuganpassungen in den Führerschein würde demgegenüber die Befähigung zum Fahrzeugführen und die ausreichende Vorsorge amtlich belegen. § 11 Abs. 4 S. 2 FeV besagt hierzu: „Die Beibringung eines Gutachtens eines amtlich anerkannten Sachverständigen oder Prüfers für den Kraftfahrzeugverkehr kann zur Klärung von Eignungszweifeln […] angeordnet werden […] bei Behinderungen des Bewegungsapparates, um festzustellen, ob der Behinderte das Fahrzeug mit den erforderlichen besonderen technischen Hilfsmitteln sicher führen kann.“
Dieses Gutachten kann in Form einer Fahrprobe mit dem umgerüsteten Fahrzeug in Begleitung des Prüfers der Zulassungsstelle erfolgen. Nach befriedigendem Verlauf wird der Prüfer die EU-Codenummer („Schlüsselzahlen“) für die von ihm bei der Prüfung vorgefundenen benötigten technischen Einrichtungen direkt in den bestehenden Führerschein eintragen.
Eine Reihe von „häufiger vorkommende[n] Erkrankungen und Mängel[n], die die Eignung zum Führen von Kraftfahrzeugen längere Zeit beeinträchtigen oder aufheben können“ werden in Anlage 4 zum § 11 FeV (Eignung) und § 12 FeV (Sehvermögen) der Fahrerlaubnisverordnung beschrieben. Hierzu zählen Erkrankungen die mit plötzlicher Bewusstlosigkeit einhergehen wie Herzrhythmusstörungen und Epilepsie sowie Süchte in Zusammenhang mit Alkohol und Betäubungsmittel.

## Fahreignung von älteren Pkw-Fahrern
Durch spektakuläre Unfälle wird immer wieder eine verpflichtende Fahreignungsprüfung für ältere Pkw-Fahrer gefordert.
Die Fahreignung von Senioren hängt maßgeblich von der individuellen Leistungsfähigkeit und dem Lebensalter ab. Während die Fähigkeit des Sehens und Wahrnehmens mit zunehmendem Alter linear abnimmt, wird bei der geistigen Funktion eine „stufenweise Abnahme“ beobachtet. „Bedeutsame Unterschiede treten oft erst ab 75 Jahren auf.“ Bei den über 75-Jährigen wurde bei der Beteiligung mit dem Pkw die Hauptschuld bei drei von vier Unfällen zugewiesen.
Die Deutsche Verkehrswacht hat sich „gegen altersdiskriminierende medizinische und psychische Tests ausgesprochen.“
Der Deutsche Verkehrsgerichtstag sah in seiner 40. Sitzung (2002) keinen Handlungsbedarf für den Gesetzgeber.
Der Deutsche Verkehrssicherheitsrat hält eine Pflichtuntersuchung für ältere Pkw-Fahrer „nicht [für] sinnvoll“, da ältere Fahrer ihre nachlassende Leistungsfähigkeit durch ihre Fahrweise kompensieren. Die Bundesanstalt für Straßenwesen empfiehlt präventive Maßnahmen u. a. durch Hausärzte, „die ihre Patienten frühzeitig über mögliche krankheitsbedingte Leistungsbeeinträchtigungen informieren sollen“. Freiwillige Gesundheitschecks sollten jedoch regelmäßig durchgeführt werden; mehr als die Hälfte der Senioren würden ihren Führerschein freiwillig abgeben, wenn ein Fachmann sie nach einer Testfahrt für fahruntüchtig halten würde. Der TÜV Süd empfiehlt eine Fahrprobe mit der Rückmeldung von Angehörigen oder einer Fahrschule.
Eine Fahrtauglichkeitsuntersuchung besteht in Deutschland für die Fahrerlaubnisklassen C, CE, C1, C1E, D, DE, D1, D1E ab dem 50. Lebensjahr und danach alle 5 Jahre. Europäische Länder haben bereits Regelungen zur ärztlichen Untersuchung für Pkw-Fahrer getroffen, die ab 60 (Tschechien), 65 (Griechenland, Kroatien, Portugal), 70 (Niederlande, Großbritannien, Schweden, Spanien) und 75 Jahren (Schweiz) greifen.